# Fourbechies
Fourbechies (en wallon Fourbèchi) est une section de la commune belge de Froidchapelle située en Région wallonne dans la province de Hainaut.
C'était une commune à part entière, par détachement de Froidchapelle, du 2 juin 1868 à la fusion des communes du 1er janvier 1965, date à laquelle elle rejoignit à nouveau Froidchapelle.

## Évolution démographique
- Sources : INS, Rem. : 1831 jusqu'en 1970 = recensements, 1976 = nombre d'habitants au 31 décembre.

## Histoire
L'histoire du village se confond avec celle de Froidchapelle, village hennuyer, qui a toujours dépendu traditionnellement de Beaumont. Fourbechies en a d'ailleurs été très longtemps un hameau, sauf de 1868 à 1965.
Le besogné de 1608, ou inventaire commandé par le prince de Croÿ, mentionne que le hameau compte « 22 maisons en bois couvertes de même et quelques-unes de paille assises du loing des rues d’iceluy sans joindre ensemble. La chapelle en pierre est couverte d’escailles (ou d’ardoises) y ayant un clocher de bois couvert de même avec une petite flèche; auquel clocher y a trois cloches entretenues aux frais de ladite chapelle et desdits hameau de Fourbechies et village de Froid-Chapelle mais n’y a horloge, cadran ni montre ».

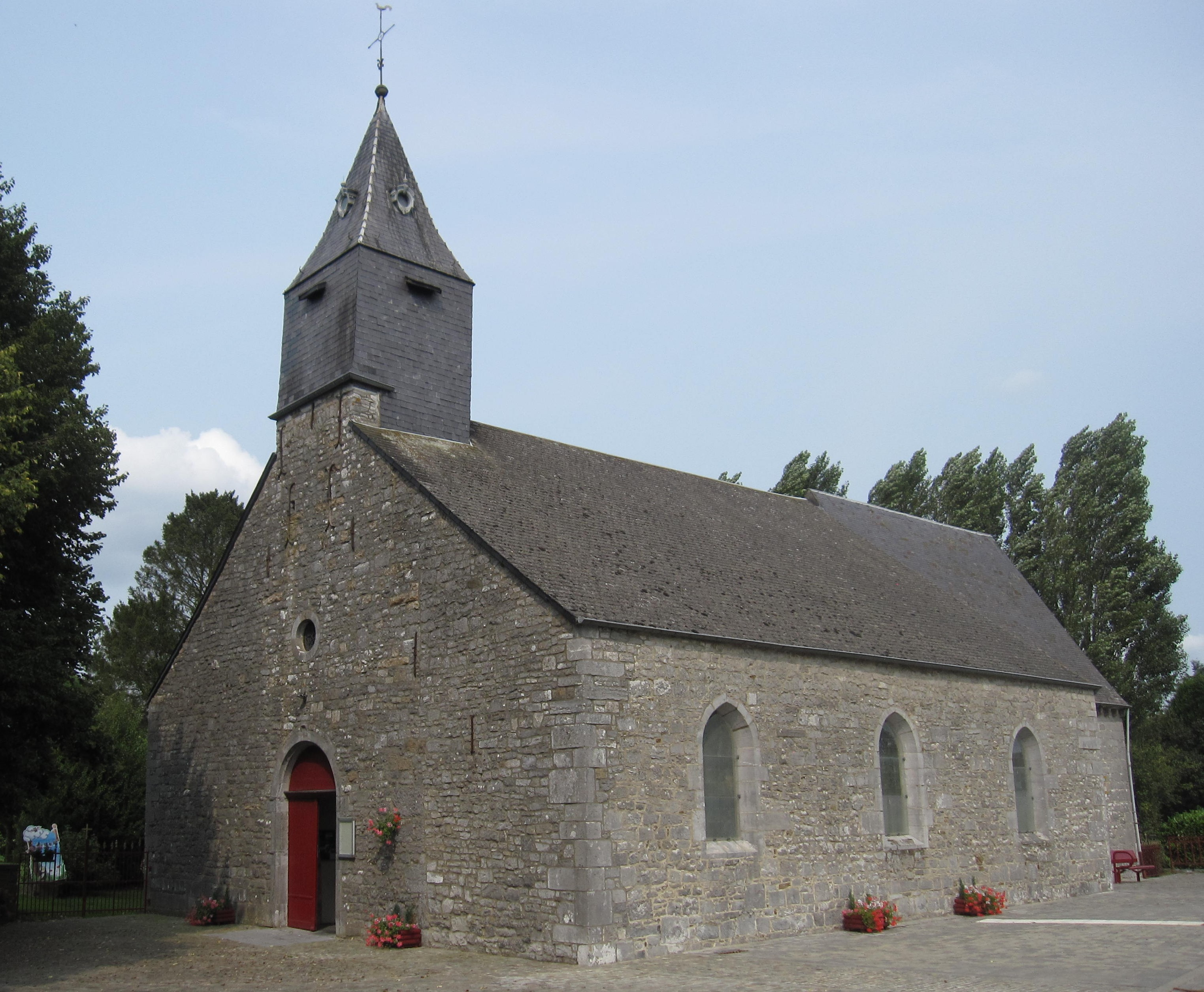
Église Notre-Dame de Fourbechies.

Il existe une confrérie fort vieille et ancienne de Notre-Dame, forte de soixante confrères et consœurs.
Le même besogné signale l’existence d’un ermitage : « Il y a audit Fourbechies voirs au dehors d'iceluy, du côté du village de Rance, un hermitage bâty et couvert de bois avec une petite place avec cheminée pour la demeure de l'hermite, joindant laquelle y a une petite chapelle avec un autel dédié à Dieu et à Monsieur Saint Pierre, auquel y a la peinture d’un Dieu de pitié ».
Dans la seconde moitié du XIXe siècle, Fourbechies a voulu conquérir son indépendance et partager avec Froidchapelle les grands bois que ce village possédait, s'inscrivant ainsi dans un état d'esprit assez courant d'autonomie communale, y compris pour de petits hameaux peu peuplés. A cette occasion, un intellectuel du cru compose le chant de l’indépendance communale. Cet hymne national local compte treize couplets allant « de la commune indépendante » (1er couplet) à « Fourbechies est libre » (13e couplet) ; à l’époque, une société chorale existait dans le village, nul doute que cet hymne a été chanté à gorge déployée à la moindre occasion. Une remarque : le nom de Froidchapelle — dont faisait partie depuis toujours le hameau — n’est pas cité une seule fois, ce qui n’est pas le cas de celui des communes avoisinantes.
Le 1er couplet de ce chant qui exalte le terroir :
A d'autres, la haute industrie !

A d'autres, le fer, le charbon !

La richesse de Fourbechies

Gît à la prairie, au sillon.

Des champs, le labeur, la tâche utile

Sera toujours le meilleur des états.

Oui, rendre la terre fertile

Vaut bien mieux que d'être soldats !
Profession de ruralité, peut-être illusoire, qui se méfie du modernisme. L'exemple de Fourbechies semble dire qu'une commune ne joue pleinement son rôle que lorsqu'elle se confond avec une communauté.
Le statut communal de Fourbechies ne fut pourtant qu'une parenthèse, puisque le 1er janvier 1965, le village a réintégré Froidchapelle, sa commune-mère, dont il avait auparavant toujours partagé l'histoire, sous le même blason, les mêmes échevins et les mêmes princes.
Classée, l'église dont les parties anciennes remontent au XIIe siècle, offre un exemple de pignon roman surmonté d'un mur-clocher qui abritait à l'origine plusieurs cloches, et un chœur avec chevet plat du XIIIe siècle.
Dans l'ancien cimetière est conservée la dalle mortuaire de Théodore Pinpin, premier bourgmestre de la localité décédé en 1891.
En 2001, on a placé une stèle à l’entrée de l’église en l’honneur d’Éloi Bronchain (1871-1957), maréchal ferrant, industriel, échevin en 1900 et bourgmestre de 1904 à 1957.
Fourbechies — Fulbertiacum ou propriété de Fulbert — a toujours été exclusivement agricole. En 1896, le recenseur n'y dénombrait aucune industrie et seulement une vingtaine de petits artisans, dont quatre polisseurs de marbre à domicile et quelques sabotiers. À cette époque, les terres de culture couvraient encore 40 % de la superficie exploitée, et la plus grande partie de ces terres étaient occupées par les céréales.
Cette culture a été abandonnée progressivement, peu avant 1914, pour faire place à des herbages et à l'élevage laitier.

## Armoiries
|  | Blasonnement : Écartelé aux 1 et 4 d’argent à trois fasces de gueules, aux 2 et 3 d’argent à trois doloires de gueules, les deux en chefs adossées. - Délibération communale : 1 février 1911 - Arrêté royal : 19 août 1911 - Moniteur belge : 10 septembre 1911 |

## Liste des bourgmestres de 1868 à 1965
- Théodore Pinpin, de 1868 à 1891.
- Eloi Bronchain, 1904 à 1957.

## Patrimoine et culture

### Patrimoine architectural
- Eglise de la Sainte-Vierge. Édifiée en style gothique hennuyer bâtie au début du XVIIe siècle, le clocher date à l'origine au XIIe siècle ou à la fin du XIe siècle et remanié en style gothique à la fin du XIIIe ou au XIVe siècle[5].
- Ermitage Saint-Pierre. Petit ensemble groupant une habitation et une chapelle dédié à Dieu et à Saint-Pierre attesté dans le besogné de Froidchapelle en 1608. L'ensemble a été réédifiée entre 1704 et 1720, il devint vers 1740, le noviciat d'une congrégation érémitique. Après 1788, il fut confié en location puis, en 1829, racheté et restauré par Victorien Ranscelot de Beaumont. Les biens ont été vendus en 1913 et aménagés en ferme[6]. Il se situe rue de l'Ermitage.